# Chalgān
Chalgān (persiska: چلگان, چالِكان, چَلِگان, چَلگَن, چَلپَن, چاليان) är en ort i Iran.   Den ligger i provinsen Zanjan, i den nordvästra delen av landet, 270 km väster om huvudstaden Teheran. Chalgān ligger 2 091 meter över havet och antalet invånare är 413.
Terrängen runt Chalgān är huvudsakligen kuperad, men åt nordost är den bergig. Runt Chalgān är det ganska glesbefolkat, med 47 invånare per kvadratkilometer. Närmaste större samhälle är Do Asb, 12,1 km sydväst om Chalgān. Trakten runt Chalgān består i huvudsak av gräsmarker.